# Lompret (Francja)
Lompret – miejscowość i gmina we Francji, w regionie Hauts-de-France, w departamencie Nord.
Według danych na rok 1990 gminę zamieszkiwały 1873 osoby, a gęstość zaludnienia wynosiła 604 osób/km² (wśród 1549 gmin regionu Nord-Pas-de-Calais Lompret plasuje się na 384. miejscu pod względem liczby ludności, natomiast pod względem powierzchni na miejscu 835.).